# William Sebastian Heckscher
William Sebastian Heckscher, né le 14 décembre 1904 à Hambourg et mort le 27 novembre 1999 à Princeton, est un iconographe néerlandais du XXe siècle.

## Biographie
William Sebastian Heckscher naît en 1904 en Allemagne et meurt en 1999 aux États-Unis. Ses travaux comprennent une analyse du tableau de Rembrandt appelé La Leçon d'anatomie du docteur Tulp, qui représente une anatomie publique conduite par Nicolaes Tulp à Amsterdam en janvier 1632.
En 1936, Dora Panofsky travaille sur la collection photographique de la formule du pathos de William Heckscher, élève d'Erwin Panofsky qui obtient son doctorat à l'Université de Hamburg la même année.